# Hikonodžó Kamimura
Hikonodžó Kamimura (japonsky 上村 彦之丞, Kamikura Hikonodžó; 20. června 1849 Okajama – 8. srpna 1916 Tokio) patřil mezi první admirály Japonska. Nejznámější je jeho působení během rusko-japonské války, kdy velel velel druhé flotě Japonského císařského námořnictva a vyznamenal se v bitvě u Ulsanu a u Cušimy.

## Biografie
Kamimura se narodil v rodině samurajů v provincii Sacuma (dnešní prefektura Kagošima) a sloužil jako pěšák během války Bošin. Poté, co byla v roce 1871 reorganizována státní správa, se stal jedním z prvních kadetů Japonské císařské námořní akademie a po absolutoriu v roce 1879 dostal hodnost podporučíka.
Během 80. let 19. století sloužil jako nižší důstojník na palubě různých lodí. Prvním samostatným velením Kamimury byly dělové čluny Maja v roce 1891 a v roce 1893 Čókai.

Po vypuknutí první čínsko-japonské války mu bylo svěřeno velení na novém křižníku Akicušima, se kterým si 17. září 1894 vysloužil ocenění v bitvě u řeky Jalu. V té době si získal po celém císařském námořnictvu pověst udatného a odvážného bojovníka v duchu staré samurajské tradice. 

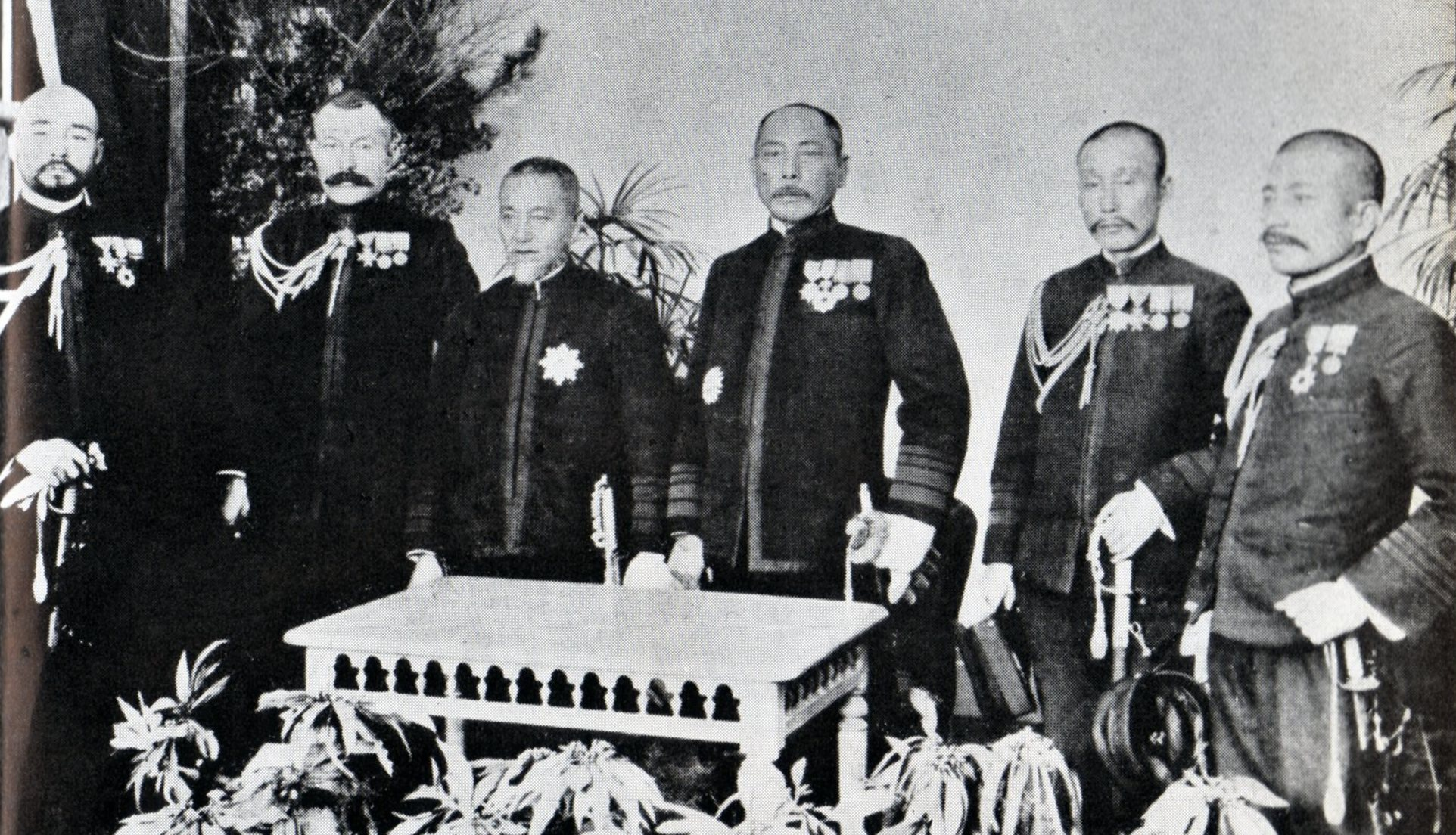
Zleva doprava: Funakoši, Šimamura, Tógó, Kamimura, Kató, Akijama

V letech následujících po válce zastával řadu funkcí na ministerstvu námořnictva. Až do povýšení do hodnosti viceadmirála v roce 1903 zastával nejrůznější velitelské i štábní funkce.
Kamimura, který byl po prvních měsících rusko-japonské války pověřen velením 2.  kantai (艦隊 ~ loďstvo) Spojeného loďstva, dostal rozkaz blokování ruských křižníků ve Vladivostoku. Rusům se však podařilo uniknout a v Japonském moři potopit japonské lodě. Kamimura stal se terčem všeobecné nespokojenosti, když dav zaútočil na jeho tokijské sídlo a noviny naznačovaly, že by měl spáchat sebevraždu. Reputaci obnovil 14. srpna 1904 potopením ruského křižníku Rjurik a silným poškozením křižníků Gromoboj a Rossija v bitvě u Ulsanu. Lehký křižník Novik (z portarturské eskadry), který prorazil blokádu, zastihl 8.jul./ 21. srpnagreg. v okolí Korsakova. Posádka po boji loď potopila. Vítězstvími znovu získal důvěru vlády i popularitu u japonské veřejnosti. Na křižníku Izumo vedl 27. května 1905 2.  kantai v bitvě u Cušimy.
V roce 1905 byl jmenován velitelem námořní základny v Jokosuce a v roce 1909 se stal velitelem 1.  kantai . O dva roky dříve obdržel v japonské hierarchii titul barona (danšaku). Do hodnosti admirála byl povýšen 1. prosince 1910. V následujícím roce se stal členem Nejvyšší válečné rady a 1. května 1914 byl propuštěn do zálohy.
Pohřben je v buddhistické svatyni v Kamakuře.

## Odkaz v české kultuře
Dobovým ohlasem tiskových zpráv z bojišť rusko-japonské války je rýmovačka „...jede fůra z Port Artúra, na ní jede Kanimůra“.